# Chapala
Chapala é um município do estado de Jalisco, no México.
Em 2005, o município possuía um total de 43.345 habitantes.